# 北港朝天宮
北港朝天宮（ほっこうちょうてんぐう）は、台湾雲林県北港鎮に位置する寺院。北港媽祖廟とも。台湾の媽祖廟の総本山といわれる。

## 概要
1694年に創建され、台湾全国の媽祖廟の総本山として崇敬を受けていた。日本統治時代の1913年に第5代台湾総督の佐久間左馬太が「享于克誠」と書かれた扁額、1930年に第13代台湾総督の石塚英蔵が「神恩浩蕩」と書かれた扁額を奉献した。1985年に台湾の国定史跡に指定された。
主神は航海の神である媽祖であるが、観世音菩薩など道教・仏教の様々な神が祀られている。

## アクセス
- 嘉義客運
  - 嘉義客運北港営業所
  - 高鉄嘉義駅2号出口2番バス停から北港行バス（7235)で「北港派出所」下車（所要時間約50分） 徒歩約4分
  - 嘉義駅東口(前站)バスターミナルから北港行バス(7201)で「北港派出所」下車（所要時間約1時間） 徒歩約4分

- 台北バスターミナルより「北港」行きの「統聯客運バス」に乗車、「北港」下車。